# Defecțiune (tehnologie)
În inginerie, o defecțiune este o problemă sau imperfecțiune într-un sistem care îl determină să eșueze sau să funcționeze anormal.
Standardul ISO 10303-226 definește defecțiunea ca fiind o condiție anormală sau imperfecțiune la nivelul unui component, echipament sau subsistem care poate duce la un eșec.
Glosarul de Termeni de Telecomunicații al Statelor Unite definește defecțiunea pentru telecomunicații ca fiind:
1. O condiție accidentală care determină ca o unitate funcțională să nu-și poată îndeplini funcția alocată. Vezi § Defecțiune aleatorie.
2. O imperfecțiune care cauzează o defecțiune reproductibilă sau catastrofală. O defecțiune este considerată reproductibilă dacă apare în mod constant în aceleași circumstanțe. Vezi § Defecțiune sistematică.
3. În sistemele electrice, o defecțiune este un scurtcircuit accidental sau scurtcircuit parțial între conductorii electrificați sau între un conductor electrificat și împământare. Se poate face o distincție între defecțiunile simetrice și asimetrice. Vezi Defecțiune (inginerie electrică).

## Defecțiune aleatorie
O defecțiune aleatorie  apare ca rezultat al uzurii⁠(d) sau a altei forme de deteriorare.
Deoarece deteriorarea progresează într-un mod oarecum aleatoriu, este imposibil să se prevadă când o anumită unitate va dezvolta o defecțiune. Cu toate acestea, rata de apariție a unei anumite defecțiuni într-un număr mare de unități poate fi adesea prevăzută cu o acuratețe semnificativă.
Producătorii acceptă adesea defecțiunile aleatorii ca un risc dacă șansele de apariție sunt practic neglijabile.
O defecțiune poate apărea practic la orice obiect sau aparat, fiind cel mai frecvent la electronice și mașinării.
De exemplu, o consolă Xbox 360 se va deteriora în timp din cauza acumulării de praf în ventilatoare. Acest lucru va duce la supraîncălzirea Xbox-ului, cauzând o eroare și închiderea consolei.

## Defecțiune sistematică
O defecțiune sistematică rezultă dintr-o eroare de proiectare astfel încât fiecare copie are aceeași defecțiune. Uneori, o defecțiune sistematică rămâne nedetectată pentru o perioadă lungă de timp, chiar dacă multe copii sunt în uz. Defecțiunea poate fi declanșată atunci când condițiile se schimbă și ar putea cauza eșecul tuturor copiilor în același timp.
Software-ul poate avea defecțiuni, cunoscute și ca bug-uri, dar, deoarece software-ul nu se poate deteriora, toate defecțiunile sunt sistematice.